# Шанары (Мариинско-Посадский район)
Шана́ры (чув. Шанарпуç) — деревня в Мариинско-Посадском муниципальном округе Чувашской Республики. С 2004 до 2023 года входила  в состав Кугеевского сельского поселения. День деревни отмечается в июле.

## География
Расстояние до столицы республики — города Чебоксары — 67 км, до районного центра — города Мариинский Посад — 36 км, до железнодорожной станции 49 км. 
Административно-территориальная принадлежность
В составе: Яльчиковской (в XVIII веке), Покровской (до 8 февраля 1918 года), Карамышевской (до 20 июля 1926 года), Покровской волостей Чебоксарского уезда (до 1 октября 1927 года), Козловского (до 17 марта 1939 года), Октябрьского (до 14 июля 1959 года), Козловского (до 11 апреля 1960 года), Мариинско-Посадского (до 20 декабря 1962 года), Цивильского (до14 марта 1965 года) районов, с 14 марта 1965 года вновь в Мариинско-Посадском районе. 

Сельские советы: Шанарский (с 1 октября 1927 года), Нижерский (с 14 июня 1954 года), Кугеевский (с 23 сентября 1961 года):273.

## История
Деревня появилась в XVIII веке как выселок села Богословское (ныне Карамышево). 

По данным метрических книг Карамышевской церкви по 1869 год улица Юптих считалась околотком села Карамышево, остальная часть деревни — околотком деревни Шименеево. С 1870 года записывалась как одна деревня Шанары.

Жители — до 1866 года государственные крестьяне; занимались земледелием, животноводством, производством валяной обуви. В 1931 году образованы колхозы «Комбинат» в Малдыкасы-Шанарах и «Шанчăк» в Кайрикасы-Шанарах:273.

По состоянию на 1 мая 1981 года деревня Шанары Кугеевского сельского совета входила в состав совхоза «Кугеевский»:94.
Религия
В конце XIX — начале XX века жители деревни были прихожанами Иоанно-Богословской церкви села Карамышево (Яльчики, Богоявленское).

## Население
| 2010 | 2012 |
| ---- | ---- |
| 172  | ↗237 |

Число дворов и жителей: в 1795 году — 17 дворов; в 1858 — 179 мужчин, 205 женщин; в 1897 — 310 мужчин, 281 женщина; в 1926 — 150 дворов, 352 мужчины, 399 женщин; в 1939 — 400 мужчин, 461 женщина; в 1979 — 189 мужчин, 294 женщины; в 2002 — 123 двора, 258 человек: 118 мужчин, 140 женщин; в 2010 — 85 частных домохозяйств, 172 человека: 86 мужчин, 86 женщин. 

По данным Всероссийской переписи населения 2002 года в деревне проживали 258 человек, преобладающая национальность — чуваши (99%).

## Инфраструктура
Функционирует СХПК «Кугеевский» (по состоянию на 2010 год). Имеются фельдшерский пункт, клуб, библиотека, магазин.
Памятники и памятные места
Обелиск односельчанам, павшим в Великой Отечественной войне 1941—1945 годов (ул. Малтикас).

## Уроженцы
- Ефремов Георгий Осипович[чуваш.] (1912, Шанары, Чебоксарский уезд — 1991, Чебоксары) — педагог, писатель, член Союза писателей СССР (1985), участник Великой Отечественной войны 1941—1945 гг. Заслуженный учитель школы Чувашской АССР (1971). Награждён орденами Трудового Красного Знамени, Отечественной войны 1-й и 2-й степеней, Красной Звезды (дважды), медалями.
- Хлебников (Шанар) Геннадий Яковлевич (1932, Шанары — 2014, Чебоксары) — чувашский советский литературный критик, переводчик, литературовед, профессор.